# Jean Rioux
Jean Rioux, aussi connu sous le nom de Jean R. Rioux, né le 9 juin 1953 à Trois-Rivières, est un professeur et homme politique québécois. Il a été député du Parti libéral du Québec pour la circonscription d'Iberville à l'Assemblée nationale du Québec de 2003 à 2007, et député du Parti libéral du Canada pour la circonscription de Saint-Jean à la Chambre des communes de 2015 à 2019.

## Biographie
Jean Rioux est le fils de Me Richard Rioux qui fut notamment président provincial de la Fédération Saint-Jean-Baptiste, conseiller régional de la Société Saint-Jean-Baptiste, membre de l'exécutif du Conseil d'expansion économique, du Centre d'études universitaire de la Maurice.
Il a obtenu un baccalauréat en histoire (1978) et un certificat en pédagogie (1979) de l'Université du Québec à Trois-Rivières, ainsi qu'un certificat en science politique à l'Université Laval en 1979.
Il enseigne l'histoire et l'économie à l'école secondaire Marcellin-Champagnat d'Iberville de 1979 à 2003. Après sa défaite électorale de 2007, il est retourné à l'enseignement, puis en octobre 2008 a été nommé juge administratif et membre de la Commission municipale du Québec.

## Carrière politique
Jean Rioux a d'abord été impliqué en politique municipale à Iberville. Il a été membre du Comité d'urbanisme de 1984 à 1988, conseiller municipal de 1991 à 1995 et enfin maire de 1995 à 2001. À cette date, Iberville est regroupée avec Saint-Jean-sur-Richelieu et Jean Rioux devient membre du conseil municipal provisoire de la nouvelle ville jusqu'en 2002.
Il est élu député à l'Assemblée nationale du Québec aux élections de 2003, représentant le Parti libéral du Québec, dans Iberville. Il a été adjoint parlementaire de la ministre de l'Agriculture, des Pêcheries et de l'Alimentation Françoise Gauthier de mai 2003 à mars 2005, puis du ministre du Travail Laurent Lessard de mars 2005 à février 2007. Il est défait par André Riedl de l'ADQ en 2007.
En octobre 2014, Jean Rioux est choisi candidat du Parti libéral du Canada dans Saint-Jean. Le 19 octobre 2015, il est élu dans cette circonscription à la Chambre des communes. Il est secrétaire parlementaire du ministre de la Défense nationale Harjit Sajjan de janvier 2017 à août 2018.
Lors des élections de 2019 et 2021, il est défait par la candidate du Bloc québécois.

## Distinctions et prix
Jean Rioux est récipiendaire du prix d'excellence, catégorie Formation, de la Chambre de commerce en 1993 et de la Bourse Termaco en 1997.

### Résultats électoraux
|                          | Nom                      | Parti politique          | Voix   | %       | Majorité |
| ------------------------ | ------------------------ | ------------------------ | ------ | ------- | -------- |
|                          | Christine Normandin      | Bloc québécois           | 27 750 | 44,85 % | 8 844    |
|                          | Jean Rioux (sortant)     | Libéral                  | 18 906 | 30,56 % |          |
|                          | Martin Thibert           | Conservateur             | 6 612  | 10,69 % |          |
|                          | Chantal Reeves           | NPD                      | 4 794  | 7,75 %  |          |
|                          | André-Philippe Chenail   | Vert                     | 3 127  | 5,05 %  |          |
|                          | Marc Hivon               | Parti populaire          | 397    | 0,64 %  |          |
|                          | Yvon Savary              | PIQ                      | 289    | 0,47 %  |          |
| Total des votes valides  | Total des votes valides  | Total des votes valides  | 61 875 | 98,03 % |          |
| Total des votes rejetés  | Total des votes rejetés  | Total des votes rejetés  | 1 241  | 1,97 %  |          |
| Total des votes exprimés | Total des votes exprimés | Total des votes exprimés | 63 116 | 69,33 % |          |
| Électeurs inscrits       | Électeurs inscrits       | Électeurs inscrits       | 91 035 |         |          |

|       | Candidat        | Parti          | # de voix | % des voix |
|       | Stéphane Guinta | Conservateur   | +06 549,  | 10,85 %    |
|       | Denis Hurtubise | Bloc québécois | +14 979,  | 24,81 %    |
|       | Jean Rioux      | Libéral        | +20 017,  | 33,15 %    |
|       | Hans Marotte    | NPD            | +17 555,  | 29,07 %    |
|       | Marilyn Redivo  | Vert           | +01 281,  | 2,12 %     |
| Total | Total           | Total          | 60 381    | 100 %      |

|                                                                                               | Nom                  | Parti               | Nombre de voix | %      | Maj.  |
| --------------------------------------------------------------------------------------------- | -------------------- | ------------------- | -------------- | ------ | ----- |
|                                                                                               | André Riedl          | Action démocratique | 14 365         | 42,2 % | 5 103 |
|                                                                                               | Marie Bouillé        | Parti québécois     | 9 262          | 27,2 % | -     |
|                                                                                               | Jean Rioux (sortant) | Libéral             | 8 390          | 24,7 % | -     |
|                                                                                               | Alexandre Labbé      | Vert                | 1 224          | 3,6 %  | -     |
|                                                                                               | Danielle Desmarais   | Québec solidaire    | 776            | 2,3 %  | -     |
| Total                                                                                         | Total                | Total               | 34 017         | 100 %  |       |
| Le taux de participation lors de l'élection était de 76,1 % et 410 bulletins ont été rejetés. |                      |                     |                |        |       |

|                                                                                               | Nom                          | Parti               | Nombre de voix | %      | Maj. |
| --------------------------------------------------------------------------------------------- | ---------------------------- | ------------------- | -------------- | ------ | ---- |
|                                                                                               | Jean Rioux                   | Libéral             | 12 106         | 39,1 % | 921  |
|                                                                                               | Jean-Paul Bergeron (sortant) | Parti québécois     | 11 185         | 36,2 % | -    |
|                                                                                               | Lucille Méthé                | Action démocratique | 6 731          | 21,8 % | -    |
|                                                                                               | Michel Thiffeault            | Bloc pot            | 376            | 1,2 %  | -    |
|                                                                                               | Benoit Lapointe              | Vert                | 298            | 1 %    | -    |
|                                                                                               | Guillaume Tremblay           | UFP                 | 229            | 0,7 %  | -    |
| Total                                                                                         | Total                        | Total               | 30 925         | 100 %  |      |
| Le taux de participation lors de l'élection était de 73,8 % et 454 bulletins ont été rejetés. |                              |                     |                |        |      |